# Rapovce
Rapovce (węg. Rapp) – wieś (obec) na Słowacji położona w kraju bańskobystrzyckim, w powiecie Łuczeniec. Pierwsze wzmianki o miejscowości pochodzą z roku 1312. 
Według danych z dnia 31 grudnia 2012, wieś zamieszkiwało 960 osób, w tym 488 kobiet i 472 mężczyzn.
W 2001 roku rozkład populacji względem narodowości i przynależności etnicznej wyglądał następująco:
- Słowacy – 46,46%
- Czesi – 0,21%
- Morawianie – 0,21%
- Romowie – 6,33%
- Ukraińcy – 0,11%
- Węgrzy – 44,42%

Ze względu na wyznawaną religię struktura mieszkańców kształtowała się w 2001 roku następująco:
- Katolicy rzymscy – 77,58%
- Ewangelicy – 4,61%
- Ateiści – 6,12%
- Nie podano – 5,69%